# ATUS Ferlach
Der Arbeiter-, Turn- und Sportverein Ferlach, kurz ATUS Ferlach, ist ein Fußballverein aus der Kärntner Stadt Ferlach. Der Verein gehört dem Kärntner Fußballverband (KFV) an und spielt seit der Saison 2011/12 in der Kärntner Liga, der vierthöchsten Spielklasse.

## Geschichte
Der Verein geht auf die 1921 gegründete Frei Turnerschaft Ferlach, die später den Namen ATUS Ferlach annahm, zurück. Der Verein spielte bereits in den 1950er Jahren in der Landesliga, der höchsten Spielklasse des Bundeslandes. Nachdem Ferlach zwischenzeitlich wieder im Kärntner Unterhaus gespielt hatte, stieg man 1988 wieder in die Kärntner Liga auf. 1991 folgte wieder der Abstieg in die Unterliga, 1993 stieg man wieder in die Landesliga auf. Nach drei Spielzeiten folgte 1996 erneut der Abstieg.
2001 folgte nach fünf Jahren Abwesenheit wieder der Aufstieg in die Landesliga, in der man sich diesmal zwei Jahre lang hielt. 2004 stieg Ferlach nach einer Saison in der Unterliga erneut in die Landesliga auf. Nachdem man vier Jahre lang die Klasse hatte halten können, belegte man in der Saison 2008/09 Platz 15 und stieg somit wieder in die Unterliga ab. Wieder in der Unterliga angekommen, belegten die Ferlacher 2009/10 den neunten Platz. In der Saison 2010/11 wurde der Verein mit einem Vorsprung von drei Punkten auf den SV Ruden Meister der Gruppe Ost und stieg nach zwei Jahren wieder in die Landesliga auf.
In der Saison 2011/12 rangierte Ferlach zu Saisonende auf Rang 13 in der Landesliga, mit dem Abstieg hatte man aber nichts zu tun. In der Saison 2012/13 erreichte man das beste Saisonergebnis seit langem, die Spielzeit beendete Ferlach als Vierter. In darauffolgenden Spielzeit hielt man sich aber wieder in der unteren Tabellenhälfte auf und wurde Elfter. 2014/15 wurde der Klub hingegen erneut Vierter. In der Saison 2015/16 folgte schließlich der bis heute größte Erfolg der Vereinsgeschichte: Mit einem Vorsprung von drei Zählern auf den ATSV Wolfsberg wurde Ferlach Kärntner Meister. Damit wäre man zudem erstmals in die Regionalliga aufgestiegen, Ferlach verzichtete aber und überließ Wolfsberg den Aufstieg.
In der Saison 2016/17 debütierte man dadurch zwar nicht in der dritthöchsten Spielklasse, dafür aber im ÖFB-Cup. In der ersten Runde trafen die Kärntner auf den Zweitligisten SC Austria Lustenau, von dem man allerdings eine 6:1-Packung bekam. 2017/18 nahm Ferlach erneut am Cup teil, diesmal traf man in der ersten Runde auf den Regionalligisten FC Gleisdorf 09, dem man allerdings auch unterlag. In der Liga erreichte man in dieser Saison nur den zehnten Rang. In der Saison 2018/19 wurde Ferlach Siebter. Die Saison 2019/20 wurde nach der Winterpause aufgrund der COVID-19-Pandemie nach der Winterpause abgebrochen, Ferlach rangierte zu jenem Zeitpunkt auf dem vierten Platz.